# Bang (film)
Bang is een Amerikaanse misdaadfilm uit 1995 onder regie van Ash.

## Verhaal
Een jonge vrouw wordt uit huis gezet, maakt ruzie met een filmproducent en wordt ten slotte ook nog aangehouden terwijl ze niets heeft gedaan. Op dat moment wordt het haar allemaal te veel: ze overmeestert de politieagent, neemt hem zijn motor, uniform en wapen af en rijdt weg.

## Rolbezetting
Hoofdpersonages:
| Acteur          | Personage     |
| --------------- | ------------- |
| Darling Narita  | Jonge vrouw   |
| Peter Greene    | Adam          |
| Michael Newland | Agent Rattler |
| Luis Guizar     | Jesús         |
| Art Cruz        | Juan          |
| Lucy Liu        | Prostituee    |